# 栗原小巻
栗原 小巻（くりはら こまき、1945年3月14日 - ）は、日本の女優。本名同じ。父は劇作家の栗原一登。弟は演出家の加来英治。
東京都出身。エイコーン所属。

## 人物・来歴
1963年、東京バレエ学校卒業。
俳優座養成所（第15期）在籍中に抜擢され、『虹の設計』等に出演。2013年に退団するまで看板女優として約半世紀在任した。
1967年、『三姉妹』（お雪役）で脚光を浴び、同年、日本映画製作者協会新人賞を受賞。
1968年、『三人家族』『みつめいたり』『風林火山』で日本放送作家協会賞、第一回テレビ大賞優秀タレント賞に選ばれる。
1972年、『忍ぶ川』の演技で毎日映画コンクール主演女優賞、ゴールデンアロー賞映画賞、エールフランス女優賞を受賞。
ダークダックスと共にロシア・ソ連の歌を紹介するテレビ番組に出演したことがあり、ソロでLPレコードを発売したこともある。
舞台で鍛えられた口跡明快な演技と現代的美貌から熱狂的な男性ファンが多く、吉永小百合ファンが「サユリスト」と呼ばれたのに対し、栗原小巻ファンは「コマキスト」と呼ばれた（奇しくも吉永とは生年月日が1日違い）。アイドル的存在として人気を二分したが、中年以降、吉永が映画を主軸に据えているのに対し、栗原は舞台を主軸としている。
福岡県立ももち文化センター（SAWARAPIA）の名誉館長を務めている。

### 演劇人として
仕事の軸である舞台は、1968年に日生劇場『三人姉妹』イリーナ役で初舞台。1971年『そよそよ族の叛乱』で紀伊國屋演劇賞を受賞。『ルル』をはじめ、千田是也演出作品に多く主演。また1981年には木村光一演出『ロミオとジュリエット』ジュリエット役で芸術祭優秀賞。1991年には千田是也演出『復活』カチューシャ役で芸術祭賞を受賞。1986年2月、俳優座劇場でロシアの演出家セルゲイ・ユールスキーを招き『恋愛論』を初プロデュース、主演する。その後、同作品をモスクワで上演、高い評価を得る。2000年、ロシアのアレクサンドル・マーリン演出、千田是也追悼『肝っ玉おっ母とその子どもたち』にアンナ役で主演。加来英治演出『愛の賛歌―PIAF』『プレンティ』他に主演。『欲望という名の電車』では1995年から2000年まで主演、新劇運動として281回の公演を重ねた（2010年に再演）。また、ミュージカルでは東宝『マイ・フェア・レディ』にイライザ役で主演。
国際的活動としては、『NINAGAWAマクベス』レディ・マクベス役で、1985年、英国エジンバラ芸術祭に参加（同作品はアムステルダム、ロンドン、ニューヨーク、オタワ、シンガポールで上演）。ロシア（旧ソ連）との繋がりも深く、1981年には日本で初めてソ連の演出家・アナトーリイ・エーフロスを招いて行った舞台公演『櫻の園』に主演した。日ソ合作映画にも主演（『モスクワわが愛』（1974年）、『白夜の調べ』（1978年）、『未来への伝言』（1990年））。『未来への伝言』では企画も担当した。読書アンケートでも、愛読書の一つにレフ・トルストイ『戦争と平和』を挙げている。イギリスの作曲家、ベンジャミン・ブリテンの作曲の『青少年のための管弦楽入門』の年少者向けクラシック音楽の解説も行う。（楽器の紹介をしながら作品のナレーションを行う日本語版作品）中国との関係では、改革開放期の1978年に『サンダカン八番娼館』、1979年に『愛と死』が中国で上映されたことが契機となり、以降中国でも人気を博する。『セツアンの善人』を、北京、上海、広州、香港で上演。1991年の中国映画『乳泉村の子』（謝晋監督、中国題名『清涼寺鐘聲』）にも主演し、日本中国文化交流協会副会長も務めるなど中国との繋がりも深い。2015年6月1日には、CCTVの大型児童番組『2015年六一晩会』に出演し、日中双方の児童と共に「故郷」と「茉莉花」を歌った。
クラシック・バレエを特技としており、映画の中でもその姿が見られる。
近年は舞台の衣装デザインも手がけている。

## 受賞
- 1967年、エランドール賞[8]
- 1969年、第9回日本放送作家協会賞女性演技者賞『3人家族』『みつめいたり』[8]
- 1969年、第1回テレビ大賞優秀タレント賞[8]
- 1971年、第6回紀伊国屋演劇賞個人賞『そよそよ族の叛乱』[8]
- 1972年、第10回ゴールデンアロー賞映画賞『忍ぶ川』[8]
- 1972年、第27回毎日映画コンクール女優演技賞『忍ぶ川』[8]
- 1981年、芸術祭賞優秀賞『ロミオとジュリエット』[8]
- 1991年、芸術祭賞『復活』[8]

## 出演

### 舞台
| 上演年 | 月          | 作品名                                             | 役名                             |
| ------ | ----------- | -------------------------------------------------- | -------------------------------- |
| 1968年 | 2月         | 三人姉妹                                           | イリーナ ※初舞台（日生劇場）     |
|        | 8月         | 東海道四谷怪談                                     | お梅／内儀                       |
|        | 10月        | あらいはくせき                                     | でん／八瀬の女                   |
| 1969年 | 11月        | KEAN 狂気と天才                                    | アンナ・ダンビー                 |
| 1970年 | 10月        | 冒険、藤堂作右ヱ門の                               | 花束きち／好子／リウ             |
| 1971年 | 7月         | そよそよ族の叛乱                                   | 女事務員                         |
| 1972年 | 6月         | 時間という汽車                                     | 金色の女学生                     |
|        | 8月         | 八百屋お七牢日記                                   | 吾妻／お七／女子学生             |
| 1973年 | 3月         | オセロ                                             | デスデモーナ                     |
| 1974年 | 1月         | リチャード三世                                     | アン                             |
|        | 7月         | アンナ・カレーニナ                                 | アンナ・カレーニナ               |
| 1975年 | 10月        | 令嬢ジュリー                                       | ジュリー                         |
| 1977年 | 7月         | ルル                                               | ルル                             |
|        | 8月         | 三文オペラ                                         | ポリー                           |
| 1978年 | 6月         | マイ・フェア・レディ                               | イライザ                         |
| 1979年 | 3月         | マイ・フェア・レディ                               | イライザ                         |
|        | 5月         | アントニーとクレオパトラ                           | クレオパトラ                     |
|        | 10月        | マイ・フェア・レディ                               | イライザ                         |
| 1980年 | 2月         | NINAGAWAマクベス                                   | レディ・マクベス                 |
|        | 3月         | 根っこ                                             | ビューティ・ブライアント         |
|        | 7月 - 8月   | かもめ                                             | ニーナ                           |
|        | 10月        | コーカサスの白墨の輪                               | グルシェ                         |
| 1981年 | 1月         | ドレッサー                                         | サー夫人                         |
|        | 4月         | 桜の園                                             | ラネーフスカヤ                   |
|        | 10月        | ロミオとジュリエット                               | ジュリエット                     |
| 1982年 | 5月         | 食肉市場のジャンヌ・ダルク                         | ジャンヌ・ダルク                 |
|        | 9月         | ナターシャ                                         | ナターシャ                       |
|        | 10月 - 11月 | 桜の園                                             | ラネーフスカヤ                   |
| 1983年 | 5月         | メアリ スチュアート                                | メアリ・スチュアート             |
|        | 9月         | 化粧                                               | 鈴子／頼子                       |
|        | 11月        | 桜の園                                             | ラネーフスカヤ                   |
| 1984年 | 8月         | マイ・フェア・レディ                               | イライザ                         |
|        | 12月        | 貴族の階段                                         | 氷見子                           |
| 1985年 | 3月         | NINAGAWAマクベス                                   | レディ・マクベス                 |
|        | 5月         | エセルとジューリアス                               | エセル                           |
|        | 8月         | NINAGAWAマクベス（アムステルダム・エジンバラ公演） | レディ・マクベス                 |
|        | 10月 - 11月 | ナターシャ                                         | ナターシャ                       |
| 1986年 | 2月         | 恋愛論                                             | リューバ                         |
|        | 5月         | セツアンの善人                                     | シェンテ／シュイタ               |
|        | 9月         | 化粧                                               | 鈴子／頼子                       |
|        | 11月        | ピアフ                                             | エディット・ピアフ               |
|        | 11月 - 12月 | セツアンの善人                                     | シェンテ／シュイタ               |
|        | 12月        | 恋愛論（モスクワ公演）                             | リューバ                         |
| 1987年 | 7月         | エセルとジューリアス                               | エセル                           |
|        | 8月         | プレンティ                                         | スーザン・トラハーン             |
|        | 9月         | NINAGAWAマクベス（英国公演）                       | レディ・マクベス                 |
|        | 12月        | NINAGAWAマクベス                                   | レディ・マクベス                 |
| 1988年 | 6月         | ロマンティック・コメディ                           | フィービー                       |
|        | 9月         | プレンティ                                         | スーザン・トラハーン             |
|        | 11月        | じゃじゃ馬ならし                                   | キャタリーナ                     |
| 1989年 | 3月         | セツアンの善人                                     | シェンテ／シュイタ               |
|        | 4月         | NINAGAWAマクベス                                   | レディ・マクベス                 |
|        | 7月         | マダム・ボヴァリー                                 | エマ・ボヴァリー                 |
| 1990年 | 1月         | 海の夫人                                           | エリーダ                         |
|        | 7月         | ロマンティック・コメディ                           | フィービー                       |
|        | 10月        | NINAGAWAマクベス（ニューヨーク公演）               | レディ・マクベス                 |
|        | 12月        | 楽劇るひいな                                       | るひいな                         |
| 1991年 | 6月         | ロマンティック・コメディ                           | フィービー                       |
|        | 10月        | 復活                                               | カチューシャ                     |
|        | 12月        | 楽劇るひいな                                       | るひいな                         |
| 1992年 | 4月         | 三角関係                                           | マリアナ・ピネーダ               |
|        | 6月         | NINAGAWAマクベス（シンガポール公演）               | レディ・マクベス                 |
|        | 10月 - 11月 | ワッサ・ジェレズノーワ                             | ワッサ                           |
| 1993年 | 2月         | シラノ                                             | 小夜姫／（ロクサーヌ）           |
|        | 8月 - 10月  | ロマンティック・コメディ                           | フィービー                       |
|        | 11月        | 復活                                               | カチューシャ                     |
| 1994年 | 1月 - 2月   | 復活                                               | カチューシャ                     |
|        | 5月 - 6月   | コーカサスの白墨の輪                               | グルシェ                         |
|        | 10月 - 11月 | チェーホフ三部作『あれは美しい夢だった』           | ニーナ／マーシャ／ラネーフスカヤ |
| 1997年 | 10月 - 12月 | 冬のライオン                                       | エレノア                         |
| 1999年 | 1月 - 2月   | 肝っ玉おっ母とその子どもたち                       | アンナ                           |
| 2000年 | 1月 - 2月   | 肝っ玉おっ母とその子どもたち                       | アンナ                           |

エイコーン制作作品
| 上演年 | 作品名                   | 役名                   |
| ------ | ------------------------ | ---------------------- |
| 1995年 | 欲望という名の電車       | ブランチ               |
|        | 愛の賛歌―PIAF            | ピアフ                 |
|        | バラの刺青               | セラフィナ             |
|        | 令嬢ジュリー             | ジュリー               |
|        | アントニーとクレオパトラ | クレオパトラ           |
|        | アンナ・カレーニナ       | アンナ・カレーニナ     |
|        | メアリー・スチュアート   | メアリー・スチュアート |
|        | 櫻の園                   | ラネーフスカヤ         |
|        | 松井須磨子               | 松井須磨子             |

### テレビドラマ
- 虹の設計（1964年、NHK総合）
- 近鉄金曜劇場「山ほととぎす ほしいまま」（1964年、RKB）
- 若者たち（1966年、フジテレビ）
- 太陽の丘 第14話（1966年、NHK総合） - 岩本たみ子 役
- 東芝日曜劇場（TBS）
  - 『アディオス号の歌』（1966年、RKB）
  - 『海のあく日』（1970年、CBC）
  - 『初恋』（1971年、HBC）
  - 『寒椿』（1972年、CBC）
  - 『灯の橋』（1974年、CBC） - 下川文子 役 ※第29回芸術祭賞大賞[9]
  - 『雪あかりの愛』（1976年）
  - 『ラスト・ダンス』（1977年、CBC）
  - 『冬の微笑』（1978年、CBC）
  - 『秋の愛』（1979年）
- 渥美清の泣いてたまるか 第12話「子はかすがい」（1966年、TBS）
- シオノギテレビ劇場 「めぐりあい」（1966年、フジテレビ・東宝）
- 大河ドラマ（NHK総合）
  - 三姉妹（1967年） - 雪（ヒロインの末妹） 役
  - 樅ノ木は残った（1970年） - たよ 役
  - 新・平家物語（1972年） - 北条政子 役
  - 黄金の日日（1978年） - 美緒 役
  - おんな城主 直虎（2017年） - 於大の方 役
- 木下恵介劇場・木下恵介アワー（TBS）
  - 今年の恋（1967年） - 相川美加子 役
  - 3人家族（1968年 - 1969年） - 稲葉敬子 役
  - 二人の世界（1970年 - 1971年） - 榊原麗子 役
- ゴメスの名はゴメス（1967年、フジテレビ）
- おかあさん第2期 最終回「六月の風鈴」（1967年、TBS）
- こんにちは結婚 第1話「約束の日」（1967年、日本テレビ）
- ぜったい多数（1967年、日本テレビ・松竹）
- なかよし（1967年 - 1968年、フジテレビ） - 篠原靖江 役
- 良縁奇縁 第3話「カナリヤ式結婚」（1968年、フジテレビ）
- ナショナルゴールデン劇場（NETテレビ）
  - 十一番目の志士（1968年）
  - 風林火山（1969年） - 由布姫 役
  - 夫婦の設計（1969年）
- ナショナル劇場（TBS / C.A.L）
  - オレと彼女（1968年）
  - 水戸黄門 第10部 第21話「じゃじゃ馬娘はお医者様・岩村」（1980年） - 千絵 役
  - 水戸黄門 第36部 第18話「若君救った女将の秘密・三木」（2006年） - りく 役
- みつめいたり（1968年、フジテレビ） - 大河和歌子 役
- あいつの季節（1969年、TBS） - 沢村恵子 役
- 霧の旗（1969年、フジテレビ） - 柳田桐子 役
- 検事 霧島三郎（1969年、よみうりテレビ）
- 竹千代と母（1970年、日本テレビ） - 於大 役
- 知らない同志（1972年、TBS） - 今西節子 役
- こんな男でよかったら（1973年、よみうりテレビ） - 綾子 役
- 銀河テレビ小説（NHK総合）
  - 風雨強かるべし（1975年）  - ハル子
- 白い華燭（1975年、TBS） - 菅原朝子 役
- 火の路（1976年、NHK） - 高須通子 役
- 五丁目に咲いた恋は、絶対に結ばれないと人々は噂した（1976年、日本テレビ） - 丹阿弥仙水 役
- 球形の荒野（1978年、フジテレビ） - 野上久美子 役
- 望郷之星 長谷川テルの青春（1980年、TBS） - 長谷川テル 役[10]
- 関ヶ原（1981年、TBS） - 細川ガラシャ 役
- 土曜ワイド劇場（テレビ朝日）
  - 『松本清張の風の息』（1982年4月10日、松竹）- 広田佐紀子 役
  - 『京都鳥獣の寺連続殺人』（1984年）
  - 『嫁姑が謎に挑戦』シリーズ（朝日放送・TSP）
  - 『万引きウオッチャー小林みなみ事件日誌』シリーズ（朝日放送・国際放映）
  - 『京都殺人案内27・故郷の母に誓う復讐の銃弾!!』（2004年11月27日放送、朝日放送・松竹） - 正田房枝 役
- 大奥（1983年 - 1984年、関西テレビ） - お江与役、瀧山役
- 月曜ワイド劇場　（テレビ朝日）
  - 『母子無理心中』（1983年）
  - 『美貌のメス』（1985年）
- 火曜サスペンス劇場（日本テレビ）
  - 『松本清張スペシャル・黒の回廊』（1984年10月2日） - 土方悦子 役
  - 『凍る風景』（1986年） - 主演・河合夕子 役
  - 『薔薇色の罠』（1989年9月26日、松竹）
  - 『警部補 佃次郎18』（2003年）
  - 『弁護士・朝日岳之助22・死者の人権』（2004年）
- 朝日放送創立35周年ドラマスペシャル 女のたたかい 会津そして京都　（1985年11月1日、朝日放送・俳優座映画放送） - 主演・新島八重 役
- 愛の劇場『殉愛』（1988年、TBS・松竹） - 主演・松井須磨子・島村いち子（島村抱月の妻）役（二役）
- 女性作家サスペンス『晩餐会』（1988年3月21日、関西テレビ・松竹）
- 事件の女たち『父は戦争に行った』（1988年8月15日、テレビ東京・仕事） - 主演・野島笙子 役
- 金田一耕助シリーズ5・犬神家の一族（1994年10月7日、フジテレビ） - 松子 役
- ドラマ新銀河（NHK総合）
  - 母の出発（たびだち）(1995年8月28日 - 9月21日）主演・遠山暁子 役　福岡県中間市を舞台にしたドラマ
  - 初婚・再婚（1997年6月9日 - 7月4日） - 主演・国分由美子 役
- 金曜エンタテイメント（フジテレビ）
  - 『京都食い道楽!古本屋探偵ミステリー2 夏目漱石に秘められた哀しい恋文』（2004年5月28日） - 浅村野薔薇 役
- ウーマンズ・ビート ドラマスペシャル 溺れる人（2005年3月1日、日本テレビ） - 渡会文絵 役
- 水曜ミステリー9『密会の宿4・京都・箱根・鎌倉不倫カップル連続失踪殺人事件』（2005年8月1日、テレビ東京） - 江田和代 役
- 新・京都迷宮案内3 第1話「狙われた洋食屋! 被害届を出す女」（2006年1月12日、テレビ朝日） - 吉永今朝子 役
- 月曜ゴールデン『遠い国から来た男』（2007年7月23日、TBS） - 岡野典子 役
- 月に行く舟（2014年10月4日、CBC） - 佐々波千夏 役

### 映画
- ゴメスの名はゴメス・流砂（1967年）
- ボルネオ大将 赤道に賭ける（1969年）
- 尻啖え孫市（1969年） - 小みち
- 新・男はつらいよ（1970年） - 春子
- 明日また生きる（1970年）
- 戦争と人間 第一部 運命の序曲（1970年） - 趙瑞芳
- 愛と死（1971年）
- 戦争と人間 第二部　愛と悲しみの山河（1971年） - 趙瑞芳
- いのちぼうにふろう（1971年） - おみつ
- 出所祝い（1971年）
- 忍ぶ川（1972年）
- 忍ぶ糸（1973年）
- モスクワわが愛（1974年）
- サンダカン八番娼館 望郷（1974年） - 三谷圭子
- わが青春のとき（1975年） - 上条圭子
- 化石（1975年） - 清子
- スリランカの愛と別れ（1976年） - 井上慶子
- 喜劇 百点満点（1976年） - 左木和子
- 八甲田山（1977年） - 神田はつ子（神田大尉の妻）
- 白夜の調べ（1978年）
- 水戸黄門（1978年） - 由美
- 子育てごっこ（1979年）
- 配達されない三通の手紙（1979年） - 次女・紀子
- エア・パニック　地震空港大脱出（1980年） - モリミツ・クミコ（ハイジャック機人質） ※ロシア映画、日本劇場未公開
- ひめゆりの塔（1982年） - 宮城先生
- 菩提樹の丘（1985年）
- 男はつらいよ 柴又より愛をこめて（1985年） - 真知子
- 花の季節（1990年）
- カンバック（1990年） - 節子
- 未来への伝言（1990年）
- 戦争と青春（1991年）※モントリオール世界映画祭エキュメニカル賞
- 乳泉村の子（1992年）
- ミラーを拭く男（2004年） - 紀子

### 吹き替え
- 風と共に去りぬ（スカーレット・オハラ（ヴィヴィアン・リー））※1975年日本テレビ旧録版

### ラジオ
- 栗原小巻のワールド・サウンド・スクウェア（1994年4月～1996年3月、TBSラジオ）

### ラジオドラマ
- 上海幻影路（1983年11月13日、TBSラジオ） - 久保道子

### バラエティ
- 象印スターものまね大合戦（NETテレビ→テレビ朝日） - 審査員　※同社のCMキャラクターも務めた
- アフタヌーンショー（1976年9月20日 - 24日、テレビ朝日） - 旧ソ連からの生中継にて出演
- 徹子の部屋（1979年5月17日・2018年6月25日、テレビ朝日）
- なるほど!ザ・ワールド（フジテレビ） - 海外レポーター

### その他のテレビ番組
- NHK紅白歌合戦（NHK総合・ラジオ第1）
  - 第18回（1967年12月31日） - 審査員
  - 第25回（1974年12月31日） - 審査員

### CM
- 花王
  - 「ホワイト石鹸」（1979年頃 - ）
  - 「花王石鹸贈答用石鹸詰め合わせ」（1990年 - ）※ 1990年は平淑恵と共演。
- 象印マホービン（1970年 - 1977年[11][12]）※桂文枝（当時は三枝）と共演。
- 東武ワールドスクウェア
- 高砂酒造「黒松高砂」（北海道ローカル）
- ザ.レジデンス芦屋スイート（関西ローカル）
- 田崎真珠「ダイヤモンド」「真珠」（2007年）[13]

## 書籍
- 『ソビエト研究』第3号（1990年4月25日） 栗原小巻「ペレストロイカとソ連の芸術」
- 『ロシアを友に　演劇・文学・人』 舞台公演『櫻の園』の立役者、宮澤俊一の著作。ISBN 4-905821-39-8

## レコード・CD
- 『北鎌倉の午後/二枚の写真』（1977年,「北鎌倉の午後」は神奈川県山ノ内（北鎌倉）のご当地ソング）
- 『愛は蜃気楼のように』（1984年, クラウンレコードGGA-109。2007年にBRIDGEレーベルからCDとして復刻された）
- 音楽物語『ピーターと狼』 語り（1987年, 日本フィルハーモニー交響楽団自主制作。JPCD1001）[14]